# Alanya kebab

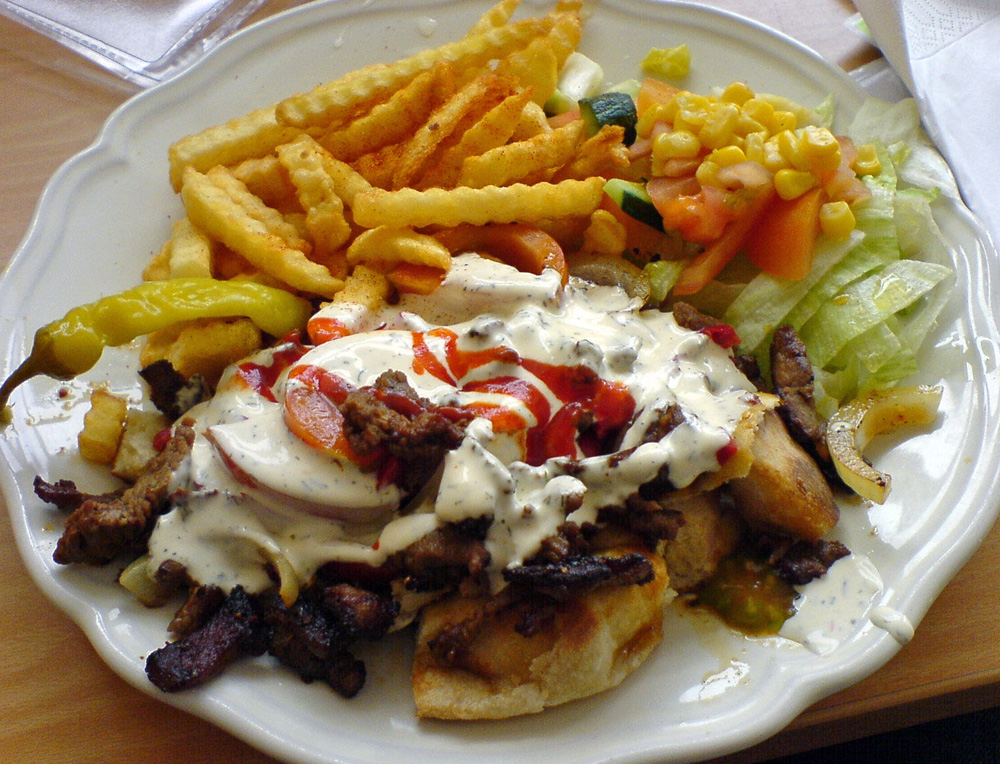
Un alanya kebab.

El Alanya kebab es un kebab consistente en carne de ternera, trozos de pan y tomates que se cubren con una salsa picante. El plato surgió probablemente en Alemania y fue bautizado en honor de Alanya, un destino popular entre los turistas alemanas, extendiéndose desde ahí a otras partes de Europa. Este kebab es completamente desconocido en Turquía. El plato es muy popular en Escandinavia, donde es una de los platos rápidos más consumidos.
- Datos: Q4708299